# ジェラシー (テレビドラマ)
『ジェラシー』は、1993年1月13日からから同年3月24日まで、日本テレビ系で放送された連続ドラマ。
本作に登場する夕子の言動には、現在のストーカー、境界型パーソナリティ障害、宮坂隆夫の言動には、自己愛性パーソナリティ障害、不潔恐怖症、夕子と夏乃の姉妹関係には共依存を彷彿とさせる部分が見られる。

## あらすじ
1984年の夏、大学病院に勤務する精神科医、尾崎真人の元を佐藤夕子という21歳の女性が診察に訪れた。治療を続ける内、2人は惹かれ合うようになり、その年のクリスマスイブの夜、治療終了宣言と共に結ばれる。
しかし、表面的な病状は緩和されたものの、夕子の持つ常識を逸した独占欲・嫉妬心・依存心。そして感情的な性格に振り回され、日常生活に支障が出たことに辟易した尾崎は1年の交際の後、別れを切り出す。そしてその翌日、夕子は尾崎を病院のロビーに呼び出すと、目の前で手首を切りつけた。不祥事として病院を解雇され、一旦は帰省した尾崎だが、大学時代の恩師である杉村院長の協力もあり、広尾にメンタルクリニックを開業。そして事件から7年目。院長の娘である美紀と婚約。同時に院長から大学病院への復帰を請われる。
結婚式を直前に控えた冬のある日、クリニックを吉岡夏乃という若い女性が来訪。夏乃が訴える症状は、治療当時の夕子に酷似していた。その直後、姉である夕子が夏乃を迎えにやって来る。フラワーコーディネーターとして活躍をし、結婚して息子もいるという夕子だが、尾崎は、彼女の息子の年齢と名前に疑念を抱く。
同時期、大学病院に取引先の銀行の融資担当者、宮坂隆夫が現れる。病院乗っ取りを企てる矢沢副院長など、内部の反逆派と手を組んだ者だった。7年前、尾崎と別れた直後の夕子は、中学生だった夏乃の養育などで経済的に困窮していた事もあり、熱心にプロポーズして来た宮坂との結婚を決意するが、宮坂は異常なまでの潔癖症と自己愛的性格であった。彼のDVによって歪められた夕子は、尾崎への憎悪と美紀への嫉妬を抱き、美紀の父で院長でもある杉村が当時、口封じとして自分に突きつけた小切手を切り札に夏乃と共に復讐を展開。のちに宮坂に高額の保険金を掛け、尾崎に殺させるように仕向ける。
夕子が無類の花好きという設定で、番組中に花言葉が登場する。ちなみに黄色のバラの花言葉は「嫉妬」。

## キャスト
- 尾崎真人：石田純一

1960年頃生まれ。人当たりが良いが、特に恋愛などに対して優柔不断な面が見られる。大学在学中から杉村院長から目を掛けられ、卒業後は附属病院の勤務医となる。有能な精神科医として、マスコミなどで話題になる等、高く評価されていたが、過去に交際していた夕子と再会。彼女の逆恨みと自身の優柔不断さが災いし失墜。沼津市出身で、父も医師だった。
- 佐藤（宮坂）夕子：黒木瞳

1963年頃生まれ。高校卒業と同時に法律事務所に就職するが、3年後に心の病気を発症し、訪れた大学病院で治療を担当した尾崎と交際するも破局。感情的で依存心が強い面があり、経済的理由による宮坂との結婚を始めとする不幸の原因を尾崎と思い込むなど、自らを省みず他人に責任転嫁をする言動が多いが、同時に宮坂が矢沢らと企てた計画等に便乗し宮坂の嫉妬心を煽った上で報復を企てたり、宮坂に保険金を掛けた上で殺害計画を実行する等、一見、理知的な印象もある。花に対して造詣が深いこともあり、尾崎の薦めで花屋の販売員をしていたが、宮坂との結婚後、フラワーコーディネーターに転身し、パーティ会場などで活躍していた。
- 篠原圭：高橋ひとみ

尾崎とは大学の同級生で、卒業後は大学病院の小児科の勤務医となる（高校生の頃、婦人病を患った事が選択の転機となっている）。元来、面倒見が良く、さっぱりした気性ということもあり、尾崎への想いを隠すように友人として接していたが、夕子との妬み合い等などから、自分を女性として認めないとして尾崎に敵意を抱いた後に宮坂と不倫関係を持ってしまったり、夕子に夏乃殺しの罪を着せようと、入院中の彼女から生命維持装置を外そうとして、尾崎に止められた事もある。酒癖に問題があるものの、やり手の医師として活躍。全編を通して杉村を恩師として、尾崎の精神科医としての実力を認めている。
- 杉村（尾崎）美紀：有森也実

1967年頃生まれ。高校生の頃に父の手配で家庭教師にやって来た尾崎と恋愛関係になり結婚。明るく穏やかな性格で尾崎を深く愛していたが、夕子の嫉妬に遭い流産(女児だった)一時的な失語状態・宮坂とのトラブルの末に自殺を図るが失敗。その直後に逮捕され、釈放後に離婚を申し出る。　
- 吉岡夏乃：鶴田真由

夕子の妹で1971年度生まれ。経済的理由から姉に勧められ、親戚の吉岡家の養女となるが、中2の冬、姉の起こした事件が元で養親から暴言を浴びせられ、居場所をなくして夕子の元へ。その後も吉岡姓を名乗り、姉夫婦と同居。高校中退を経て、宮坂の縁故で銀行に就職。華やかな風貌だが、姉に固執し他の人間には心を開こうとしない為、やや無愛想な印象がみられる。姉の手先として接近した尾崎に対して、わずかに興味を抱いたが間もなく消滅。終盤付近で何者かに負傷させられる。
- 長谷川康智：段田安則

尾崎と篠原とは大学時代からの友人で、卒業後は尾崎と共に大学病院の精神科に勤務。明朗で親切な性格だが美紀への想いと、尾崎へのコンプレックスを抱いていた。主任だったが、尾崎復帰の際に杉村により、院長交代の際には矢沢により降格させられている。ラストの場面で、尾崎から大学入試当日のエピソードと共に「本当の友人」と伝えられる。
- 杉村修造：渡辺文雄

美紀と亜矢の父で、大学病院の院長。娘達が幼い頃、妻と死別してからは独身を通して来た。基本的には温厚な性格で慕う者も多いが、やや自分本位・身内びいきの面が見受けられる。病院経営を行き詰まらせた上、自殺騒ぎを起こした夕子に小切手を切った過去を反逆派の陰謀により露見。バッシングを受け失脚直後に急逝。
- 宮坂隆夫：寺脇康文

夕子の夫でエリート銀行員。幼少期から溺愛されて育った様子で、異常なまでの潔癖性・自己愛の強さ・高慢で残虐な面が見られ、思った通りにならぬ者に対して、様々な暴力を展開。出世などへの野望・夕子への固執などから尾崎を憎悪し、対決した直後に何者かによって殺害されてしまう。
- 杉村亜矢：古川りか

美紀の妹で高校生。1975年頃生まれ。明るい性格だが、無神経な発言で圭を傷つけてしまったり、姉を不幸にした尾崎を罵った事もある。
- 宮坂真人：鳥居紀彦

夕子の息子で、私立小学校に在籍。事故遭遇時に血液型から出生の秘密が発覚し、それまで溺愛していた宮坂が態度を変化させ、邪険に扱われた事があるが、内心では父として認めており、彼の死後に自分の父でないとして母と尾崎の再婚に反対。遺影の前で宮坂の似顔絵をスケッチしたり、母を守ろうとするなど健気な性格。宮坂の殺害現場を目撃しており、のちに描いた絵画が事件解決の糸口となる。
- 矢沢副院長：北村総一朗

宮坂と共に病院乗っ取りを企む。合理化主義者で杉村を良く思ってないが、OBという事もあり、大学病院への愛着が強い。院長選挙で杉村に敗北した怨恨に加え、内部の醜態暴露という手段を利用した宮坂を嫌悪。院長に就任後、銀行関係者への根回し等、手厳しい報復処置をした。
- 早川常務：庄司永建

宮坂の上司。穏やかな性格だが、残忍な宮坂を内心では嫌っていて、業務の成功を確信すると左遷扱いの辞令を出し、彼を皮肉る。
- 伊藤まゆみ：安永亜衣

メンタルクリニックの事務員。美紀などに親切に接していたが、尾崎の失脚後に転職してゆく。
- 看護師：金剛寺美樹

大学病院で働く看護師。美紀を飲み会に誘ったり、尾崎に憧れたりしていたが度重なる尾崎のトラブルで彼を軽蔑する様になる。美紀が流産した時には処置などをおこなったが脇にいた尾崎を一瞥して去って行った。
- 村上：清水綋治

宮坂殺害後に登場した刑事。宮坂の周囲に対しての蛮行・夕子により宮坂に高額の保険金が掛けられていたこと・夕子と尾崎、圭と宮坂がそれぞれ関係を持っていたことなどを突き止め、取り調べを行う。
- 沼田：小木茂光

村上とコンビを組む刑事。容疑を掛けられた尾崎について回り、入水自殺を図ろうとした美紀が宮坂を刺した事を口にした途端に彼女を連行。
- マスター：大場健二

尾崎らの行きつけのカフェバー　「クレメンス」の経営者。暴れる圭に困り果てて尾崎に電話をした事がある。

## スタッフ
- 脚本：寺田敏雄、江頭美智留
- 演出:吉野洋、五木田亮一、倉田貴也
- 音楽:ジェイムス・マクミラン
- プロデューサー：田中芳樹、佐藤敦

## 歌
- 主題歌 - 坪倉唯子「ジュテーム」
- 挿入歌 - セリア「愛しい人の眠るまで」

## サブタイトル
1. 診察室の情事
2. 仮面の美姉妹
3. 裏切りの結婚
4. 偽りの結婚初夜
5. 覗かれた二人
6. 傷だらけの密会
7. 鏡の向こう側
8. 五角愛の嵐
9. 夫を殺して下さい
10. 禁じられた告白
11. 何人傷つけたら、愛は眠るのだろう